# Jim Byrnes
James Thomas Kevin Byrnes vagy Jim Byrnes (Saint Louis, Missouri, 1948. szeptember 22. –) amerikai színész, bluesénekes, gitáros.

## Pályafutása
Háztartásbeli anya és könyvelő apa gyermekeként született. Az 1970-es évek közepe óta Vancouverben élt. 
1972. február 26-án egy autó áthajtott rajta, miközben egy barátjának próbált az elakadt jármű elmozdításában segíteni. Ennek következtében mindkét lábát térd fölött elveszítette.  15 évvel a baleset után tűnt fel először a Wiseguy című televíziós sorozatban, melynek 1990-ig szereplője maradt. Ezután olyan sorozatokban játszott, mint a Hegylakó, a Higher Ground, Alkonyzóna, Stargate Infinity. Visszatért a Hegylakó című film negyedik (Hegylakó 4. – A játszma vége) és ötödik (Hegylakó 5. – A forrás) részében, illetve ő alakította Nick Furyt az X-Men: Evolúció című sorozatban. 
1998-tól saját televíziós show műsort indított The Jim Byrnes Show címen. 2007-ben a Sanctuary – Génrejtek internetes sorozatban, majd 2008 óta a Sanctuary – Génrejtek televíziós sorozatban alakítja Helen Magnus édesapját, Gregory Magnust.

## Diszkográfia

### Szólólemezek
- Burning (1981)
- I Turned My Nights Into Days (1987)
- That River (1995)
- Love Is A Gamble (2001)
- Fresh Horses (2004)
- House of Refuge (2006)
- My Walking Stick (2009)
- "Everywhere West" (2011)

### Válogatásalbum
- Saturday Night Blues: 20 Years (2006)

## Filmográfia
- A Gunfighter's Pledge (2008) forgatókönyvíró
- The Week the Women Went (2008)
- Sanctuary – Génrejtek (2008 – )
- Sanctuary – Génrejtek (webepizódok) (2007)
- Hegylakó 5. – A forrás (2007)
- Arccal a Nap felé (2002)
- Bigyó felügyelő utolsó ügye (2002)
- Denisz, a komisz – A hét tenger ördöge (2002)
- Kicsi Madeline (2002)
- Hegylakó 4. – A játszma vége (2000)
- A hálózat csapdájában (1998)
- Hajsza az elveszett aranyért (1997)
- Végső zuhanás (1997)
- Vérebek 2. – Az utolsó fejezet (1996)
- MegaMan (1995)  szinkronhang
- Dead Man's Revenge (1994)  forgatókönyvíró
- Hegylakó (1992)
- Dirty Work (1992)
- A fiú és a csavargó (1991)
- Ómen 4. – Az ébredés (1991)
- The Last Hour (1991) forgatókönyvíró
- A nagy hazárdőr 2 (1983)  író
- The Shadow Riders (1982)  forgatókönyvíró

## Díjak, jelölések
1993-ban Genie Awardra jelölték a Harmony Cats című filmben való alakításáért a legjobb férfi mellékszereplő kategóriában.
Blues zenészként Byrnes három alkalommal nyert Juno-díjat zenei albumaiért (1996, 2007, 2011 ). Szintén díjat kapott év férfi énekese kategóriában a 2006-os Maple Blues Awards, illetve a 2006-os és 2009-es Canadian Folk Music Awards díjátadáson.

## További információ
- Hivatalos oldal
- Jim Byrnes a Facebookon
- Jim Byrnes a PORT.hu-n (magyarul)
- Jim Byrnes az Internetes Szinkronadatbázisban (magyarul)
- Jim Byrnes az Internet Movie Database-ben (angolul)
- Jim Byrnes a Rotten Tomatoeson (angolul)
- jamestbyrnes.com